# سرعة شعاعية

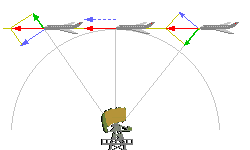
سرعة الطائرة (المتجه الأحمر) هي مجموع السرعة الشعاعية radial velocity (أخضر) والسرعة المماسة (أزرق).

صورة متحركة تُظهر كوكباً يتحرك حول نجمه، وبسبب اقترابه وابتعاده عنا أثناء حركته حول نجمه يخضع لتأثير دوبلر وبالتالي فهو يملك سرعة شعاعية.

السرعة الشعاعية (بالإنجليزية: Radial Velocity)‏ هي مركّبة سرعة الجرم الفضائي التي تكون باتجاه الراصد، وهي تُقاس بالانزياح نحو الأحمر (ابتعاد الجرم) والانزياح نحو الأزرق (اقتراب الجرم)، وعند كتابة السرعة الشعاعية لجسم ما يتم كتابة سرعته في الثانية الواحدة وبجانبها علامة الـ"-" في حال كان الجرم يقترب وعلامة الـ"+" في حال كان يبتعد. فهو مصطلح عام يدل على تأثير حركة الجسم على الشعاع الصادر منه. وبالإمكان قياس السرعة الشعاعية بدقة بالتقاط صورة طيفية ذات دقة عالية ثم تحليل الصورة وقياس طول موجة الجرم. فإذا كانت الموجة قصيرة (انزياح نحو الأزرق) فهذا يعني أن الجرم يقترب أما إن كانت طويلة (انزياح نحو الأحمر) فهذا يعني أن الجرم يبتعد.
في العديد من النجوم الثنائية تسبب حركة النجوم حول مركز الثقل سرعة شعاعية. حيث تخضع هذه النجوم لتأثير دوبلر وهذا ما يسمى بـ«الأطياف الثنائية» (نسبة إلى النجوم الثنائية). إن السرعة الشعاعية مفيدة حيث أنه بالإمكان استخدامها لتقدير كتلة النجم وبعض خصائصه المدارية مثل الشذوذ المداري. ونفس هذه الطريقة تُستخدم لاكتشاف الكواكب خارج النظام الشمسي ولقياس بعض خصائصها ومدة دورانها حول نجومها.

## انظر أايضاً
- سرعة غريبة
- صيغة أورت الدورانية